# Peter Hardman
Peter Hardman (ur. 7 września 1964 roku w Redditch) – brytyjski kierowca wyścigowy.

## Kariera
Hardman rozpoczął karierę w międzynarodowych wyścigach samochodowych w 1985 roku od startów w Europejskiej Formule Ford 2000, gdzie jednak nie zdobywał punktów. W późniejszych latach Brytyjczyk pojawiał się także w stawce Brytyjskiej Formuły 3, Formuły 3 Euro Series, Formuły Opel Lotus Euroseries, Formuły Vauxhall Lotus, Brytyjskiej Formuły Vauxhall Lotus, Brytyjskiej Formuły 3000, 24-godzinnego wyścigu Le Mans, Global GT Championship, North American Super Touring Championship, IMSA World Sports Car Championship, FIA GT Championship, Belgian Procar, Grand American Sports Car Series, Goodwood Revival Whitsun Trophy oraz Le Mans Series.

## Wyniki w 24h Le Mans
| Rok  | Klasa | Nr | Opony | Samochód                                | Zespół                               | Partnerzy                       | Okr. | Poz. | Klasa Pos. |
| ---- | ----- | -- | ----- | --------------------------------------- | ------------------------------------ | ------------------------------- | ---- | ---- | ---------- |
| 1993 | GT    | 45 | D     | Lotus Esprit S300 Lotus 2.2L Turbo I4   | Lotus Sport Chamberlain Engineering  | Yojiro Terada Thorkild Thyrring | 92   | NU   | NU         |
| 1994 | GT2   | 62 | M     | Lotus Esprit S300 Lotus 2.2L Turbo I4   | Lotus Sport Chamberlain Engineering  | Richard Piper Olindo Iacobelli  | 59   | NU   | NU         |
| 2008 | GT1   | 53 | M     | Aston Martin DBR9 Aston Martin 6.0L V12 | Vitaphone Racing Team Strakka Racing | Nick Leventis Alexandre Negrão  | 82   | NU   | NU         |
| 2009 | LMP1  | 23 | M     | Ginetta-Zytek GZ09S Zytek ZJ458 4.5L V8 | Strakka Racing                       | Nick Leventis Danny Watts       | 325  | 21   | 14         |